# Stazione di Chiaravalle
Stazione di Chiaravalle vasútállomás Olaszországban, Marche régióban, Chiaravalle településen.

## Vasútvonalak
Az állomást az alábbi vasútvonalak érintik:
- Ancona–Orte -vasútvonal

## Kapcsolódó állomások
A vasútállomáshoz az alábbi állomások vannak a legközelebb: 
- Stazione di Castelferretti-Falconara Aeroporto delle Marche
- Stazione di Jesi